# فارناباز یکم

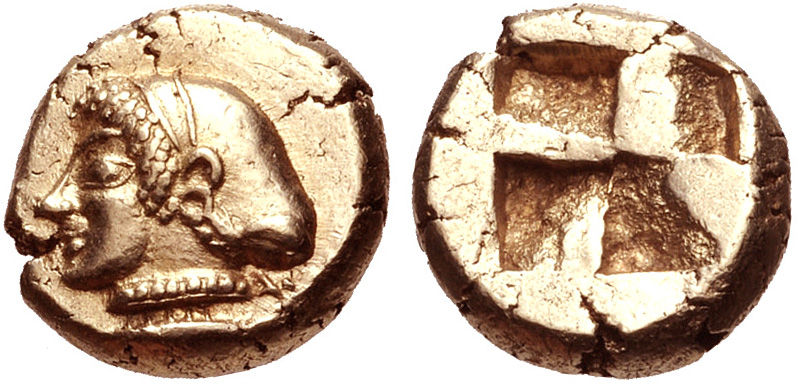
سکه ضرب شده در ساتراپی فریگیه هلسپونت در زمان فَرنَه‌بازو یکم، سیزیک، میسیا. حدود ۵۰۰–۴۵۰ پیش از میلاد. این نوع سکه‌های الکتروماتیک به عنوان سکه طلا در نظر گرفته می‌شدند و در کنار داریک هخامنشی رقابت می‌کردند.

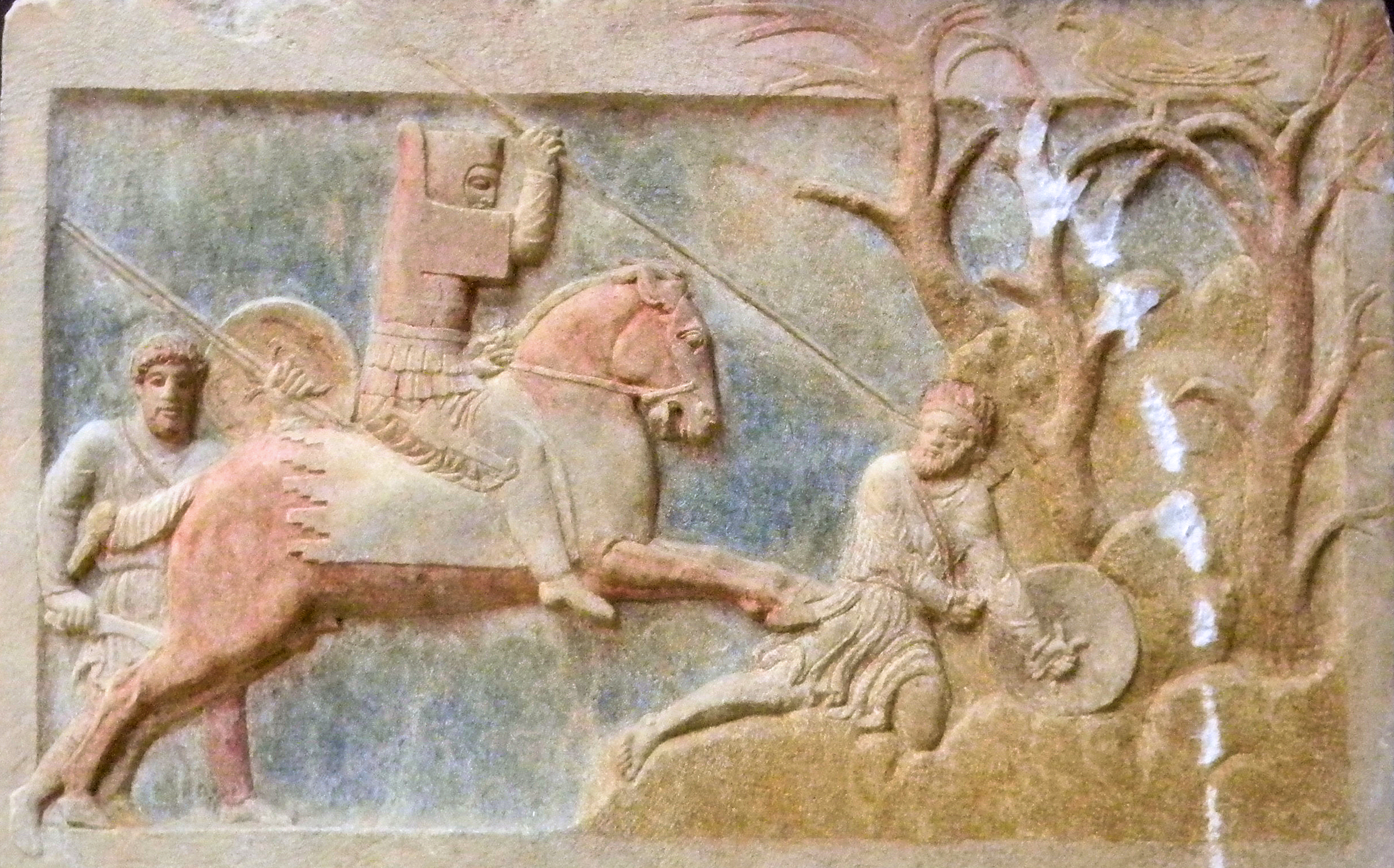
سواره‌نظام دودمان هخامنشی فریگیه هلسپونت به پیاده‌نظام سبک‌اسلحه یونانی حمله می‌کند "، تابوت‌دان چاناق‌قلعه، اوایل قرن چهارم پیش از میلاد.

فَرنَه‌بازو یکم (به پارسی باستان: 𐎳𐎠𐎼𐎴𐎲𐎠𐏀𐎢؛ نویسه‌گردانی: Farnabāzu؛ زبان یونانی باستان: Φαρνάβαζος؛ نویسه‌گردانی: Pharnábazos) از دودمان فَرناکی و ساتراپ فریگیه هلسپونت در دوران شاهنشاهی هخامنشی بود.
او شخصیتی بسیار مبهم است، تقریباً همیشه در کنار پدرش آرتاباز یکم ذکر می‌شود. وی ممکن است بین سال‌های ۴۵۵ و ۴۳۰ پ.م. به عنوان ساتراپ جانشین پدر شده باشد، اما این احتمال نیز وجود دارد که پسرش، فارناک دوم به‌طور مستقیم جانشین آرتاباز یکم شده باشد.

## دودمان فارناکیان
حکمرانان دودمان فارناکیان و زمان خدمتشان به ترتیب عبارتند از:
- فارناک یکم (۵۵۰–۴۹۷ پیش از میلاد)
- آرتاباز یکم (۴۸۰–۴۵۵ پ.م.)
- فارناباز یکم (۴۵۵–۴۳۰ پ.م.)
- فارناک دوم (۴۳۰–۴۲۲ پ.م.)
- فارناباز دوم (۴۲۲–۳۸۷ پ.م.)
- آریوبرزن (۴۰۷–۳۶۲ پ.م.)
- آرتاباز دوم (۳۸۹–۳۲۹ پ.م.)
- فارناباز سوم (۳۷۰–۳۲۰ پ.م.)
- آرسیتس (- پ.م.) آخرین ساتراپ ایرانی فریگیه هلسپونت